# Balangir (race ovine)
Pour les articles homonymes, voir Balangir (homonymie).
La Balangir est une race de mouton domestique originaire d'Inde. Race à laine présente dans l'est du pays, elle est élevée pour sa laine et sa viande.

## Origine et distribution
La race est présente dans la partie nord-ouest de l'état d'Orissa, dans les districts de Balangir, Sambalpur et Sundergarh. Elle est une des deux races principales de cet état, l'autre étant la Ganjam, présente plus au sud.

## Description
C'est un mouton de taille moyenne, couvert d'une laine grossière d'une couleur brun clair à blanc. Certains animaux peuvent présenter une toison pie et plus rarement noire. La laine est absente sur le ventre et les pattes. Les béliers sont les seuls à porter des cornes. Les animaux mesurent en moyenne 63 cm au garrot, ont une longue queue fine et des oreilles courtes. Les béliers pèsent entre 24 et 25 kg ; les brebis, plus petites, pèsent autour de 18 kg,.

## Élevage et production
La race est utilisée pour une production mixte : laine et viande. La brebis donne naissance à un seul agneau. La prolificité reste assez basse : entre 1 et 1.14.
Les animaux peuvent également être utilisé dans le cadre de sacrifices religieux comme lors du festival de sulia yatra dans le district de Balangir.

## État de la population
Dans les années 1970, sa population avoisine les 316 000 têtes. Le recensement de 2007 permet de l'évaluer à 130 000 têtes,. La FAO a classé la race au statut « non menacé ».

#### Articles
- [Sharma 2011] (en) Rekha Sharma, Sonika Ahalawat et A. K. Pandey, « Assessment of genetic diversity in balangir sheep breedby microsatellite DNA profiling », Journal of Livestock Biodiversity, vol. 3, no 2,‎ 2001, p. 73-78 (lire en ligne)